# Dietmar Huhn
Pour les articles homonymes, voir Huhn.
Dietmar Huhn est un acteur allemand né le 31 août 1944 à Tanneberg.

## Biographie
Dietmar Huhn a fait ses études dans le même établissement que Carina Wiese, à la grande école théâtrale « Hans Otto » à Leipzig et obtient son diplôme en 1970. Il a débuté sur les planches d’un théâtre à Berlin puis a joué dans quelques téléfilms.
Dietmar a pris le rôle de Henri Grandberger à partir de la deuxième saison d'Alerte Cobra (Alarm für Cobra 11 - Die Autobahnpolizei) et a dû quitter la série, parce qu'Action Concept voulait rajeunir l'équipe d'Alerte Cobra. Sa dernière apparition est en septembre 2011 dans l'épisode Au-delà des frontières, où il se fait assassiner en voulant sauver Ben Jäger (Tom Beck) qui allait se faire tuer.

## Filmographie
Dietmar Huhn est connu pour le rôle de Henri Grandberger ( Vo : Horst Hertzberger ) dans la série allemande Alerte Cobra. Il arrive dans la série dès la saison 2. Quelques saisons plus tard arrive Boris Bonrath (Gottfried Vollmer) qui devient son meilleur ami et coéquipier. Henri sera l'un des personnages étant restés le plus longtemps dans la série derrière Semir Gerkhan. Il sera finalement tué juste avant son départ à la retraite en voulant sauver son ami Ben Jäger.
- 1997 - 2011 : Alerte Cobra dans le rôle d'Henri Granberger (VO : Horst Herzberger).
- 2003 - 2005 : Alerte Cobra : Team 2 dans le rôle d'Henri Granberger (VO : Horst Herzberger).
- 2006 : Le Perroquet rouge dans le rôle de Schaum.